# Киселёвка (Выгоничский район)
Киселёвка — посёлок в Выгоничском районе Брянской области, в составе Хмелевского сельского поселения. Расположен в 3 км к югу от деревни Хмелево, на шоссе М13 Брянск—Гомель. Население — 3 человека (2010).

## История
Возник во второй половине XVIII века как хутор, в составе Мглинского уезда; первоначальное название — Киселёв Ложок, позднее Киселёвские Хутора. Являлся самым восточным населённым пунктом Мглинского уезда и всей малороссийской части нынешней Брянской области. С 1920-х гг. в Хмелевском сельсовете.
| Годы      | 1859 | 1926 | 1979 | 1989 | 2002 | 2010 |
| --------- | ---- | ---- | ---- | ---- | ---- | ---- |
| Население | 7    | 49   | 16   | 7    | 2    | 3    |